# Copa Apertura 1998
La Copa de Apertura 1998 fue la 27ª edición de la Copa Chile. La competición se inició en 14 de febrero de 1998 y concluyó en 1 de abril de ese año. Universidad de Chile ganó el título por segunda vez, al vencer a Audax Italiano en doble definición por marcadores de 1-1 y 2-0. 
En esta edición participaron solo clubes de Primera División divididos en 4 grupos de 4 equipos, solamente el ganador de cada grupo, pasa a semifinales.

## Fase de grupos

### Grupo A
| Pos | Equipo             | PJ | PG | PE | PP | GF | GC | Dif | Pts |
| --- | ------------------ | -- | -- | -- | -- | -- | -- | --- | --- |
| 1   | Deportes La Serena | 6  | 3  | 1  | 2  | 9  | 7  | +2  | 10  |
| 2   | Coquimbo Unido     | 6  | 3  | 0  | 3  | 8  | 10 | -2  | 9   |
| 3   | Cobreloa           | 6  | 2  | 2  | 2  | 15 | 11 | +4  | 8   |
| 4   | Deportes Iquique   | 6  | 2  | 1  | 3  | 7  | 11 | -4  | 7   |

### Grupo B
| Pos | Equipo               | PJ | PG | PE | PP | GF | GC | Dif | Pts |
| --- | -------------------- | -- | -- | -- | -- | -- | -- | --- | --- |
| 1   | Universidad de Chile | 6  | 4  | 1  | 1  | 9  | 3  | +6  | 13  |
| 2   | Rangers              | 6  | 3  | 1  | 2  | 8  | 7  | +1  | 10  |
| 3   | Colo-Colo            | 6  | 2  | 0  | 4  | 3  | 6  | -3  | 6   |
| 4   | Santiago Wanderers   | 6  | 1  | 2  | 3  | 6  | 10 | -4  | 5   |

### Grupo C
| Pos | Equipo               | PJ | PG | PE | PP | GF | GC | Dif | Pts |
| --- | -------------------- | -- | -- | -- | -- | -- | -- | --- | --- |
| 1   | Audax Italiano       | 6  | 4  | 1  | 1  | 13 | 6  | -7  | 13  |
| 2   | Universidad Católica | 6  | 2  | 2  | 2  | 12 | 10 | +2  | 8   |
| 3   | Deportes Concepción  | 6  | 2  | 1  | 3  | 8  | 10 | -2  | 7   |
| 4   | Palestino            | 6  | 1  | 2  | 3  | 9  | 16 | -7  | 5   |

### Grupo D
| Pos | Equipo                | PJ | PG | PE | PP | GF | GC | Dif | Pts |
| --- | --------------------- | -- | -- | -- | -- | -- | -- | --- | --- |
| 1   | Deportes Temuco       | 6  | 3  | 2  | 1  | 8  | 7  | +1  | 11  |
| 2   | Deportes Puerto Montt | 6  | 3  | 1  | 2  | 9  | 6  | +3  | 10  |
| 3   | Huachipato            | 6  | 2  | 1  | 3  | 7  | 8  | -1  | 7   |
| 4   | Provincial Osorno     | 6  | 2  | 0  | 4  | 5  | 8  | -3  | 6   |

### Semifinales
| 14 de marzo de 1998 | Deportes La Serena | 0:3 (0:2) | Universidad de Chile           | Estadio La Portada, La Serena |  |
|                     |                    |           | 25', 33' Maestri · 48' Barrera |                               |  |

| 21 de marzo de 1998 | Universidad de Chile    | 2:2 (2:2) (Global 5:2) | Deportes La Serena        | Estadio Nacional, Santiago |  |
|                     | Mafla 34' · Maestri 40' |                        | 18' Ceballos · 19' Flores |                            |  |

- Clasifica: Universidad de Chile.

| 14 de marzo de 1998 | Deportes Temuco | 0:0 | Audax Italiano | Estadio Germán Becker, Temuco |  |

| 14 de marzo de 1998 | Audax Italiano          | 2:0 (1:0) (Global 2:0) | Deportes Temuco | Estadio San Carlos de Apoquindo, Santiago |  |
|                     | Guirland 1', 83' (pen.) |                        |                 |                                           |  |

- Clasifica: Audax Italiano.

### Final

#### Ida
La primera vuelta de la final se disputó el 28 de marzo de 1998 en el Estadio Nacional.
|       | POR   | Sergio Vargas     |     |
|       | DEF   | Clarence Acuña    |     |
|       | DEF   | Cristián Mora     |     |
|       | DEF   | Ricardo Rojas     |     |
|       | DEF   | Mauricio Aros     |     |
|       | MED   | Luis Musrri       |     |
|       | MED   | Juan Quiroga      | 76' |
|       | MED   | Esteban Valencia  |     |
|       | MED   | Edison Mafla      |     |
|       | DEL   | Flavio Maestri    |     |
|       | DEL   | Rodrigo Barrera   | 60' |
| D. T. | D. T. | Roberto Hernández |     |

|       | POR   | Daniel Morón       |     |
|       | DEF   | Pablo Ortega       |     |
|       | DEF   | Marcelo Zunino     |     |
|       | DEF   | José Calderón      |     |
|       | MED   | Danilo Arancibia   |     |
|       | MED   | Claudio Figueroa   | 90' |
|       | MED   | Sergio Vargas      |     |
|       | MED   | Carlos Guirland    |     |
|       | MED   | Felipe González    | 77' |
|       | DEL   | Carlos Reyes       | 77' |
|       | DEL   | Alejandro Carrasco |     |
| D. T. | D. T. | Oscar Malbernat    |     |

|  | DEL | Pedro González    | 60' |
|  | MED | Eduardo Arancibia | 76' |

|  | MED | Carlos Bechtholdt | 77' |
|  | DEL | Rodrigo Delgado   | 77' |
|  | MED | Francisco Oteíza  | 90' |

| 10' | Esteban Valencia | 1:0 |

| 44' | Alejandro Carrasco | 1:1 |

| Amonestado · Amonestado | Cristián Mora Mauricio Aros |

| Amonestado · Amonestado · Amonestado | Daniel Morón Sergio Vargas Felipe González |

| Principal | Guido Aros |

|       | POR   | Sergio Vargas     |     |
|       | DEF   | Clarence Acuña    |     |
|       | DEF   | Cristián Mora     |     |
|       | DEF   | Ricardo Rojas     |     |
|       | DEF   | Mauricio Aros     |     |
|       | MED   | Luis Musrri       |     |
|       | MED   | Juan Quiroga      | 76' |
|       | MED   | Esteban Valencia  |     |
|       | MED   | Edison Mafla      |     |
|       | DEL   | Flavio Maestri    |     |
|       | DEL   | Rodrigo Barrera   | 60' |
| D. T. | D. T. | Roberto Hernández |     |

|       | POR   | Daniel Morón       |     |
|       | DEF   | Pablo Ortega       |     |
|       | DEF   | Marcelo Zunino     |     |
|       | DEF   | José Calderón      |     |
|       | MED   | Danilo Arancibia   |     |
|       | MED   | Claudio Figueroa   | 90' |
|       | MED   | Sergio Vargas      |     |
|       | MED   | Carlos Guirland    |     |
|       | MED   | Felipe González    | 77' |
|       | DEL   | Carlos Reyes       | 77' |
|       | DEL   | Alejandro Carrasco |     |
| D. T. | D. T. | Oscar Malbernat    |     |

|  | DEL | Pedro González    | 60' |
|  | MED | Eduardo Arancibia | 76' |

|  | MED | Carlos Bechtholdt | 77' |
|  | DEL | Rodrigo Delgado   | 77' |
|  | MED | Francisco Oteíza  | 90' |

| 10' | Esteban Valencia | 1:0 |

| 44' | Alejandro Carrasco | 1:1 |

| Amonestado · Amonestado | Cristián Mora Mauricio Aros |

| Amonestado · Amonestado · Amonestado | Daniel Morón Sergio Vargas Felipe González |

| Principal | Guido Aros |

|       | POR   | Sergio Vargas     |     |
|       | DEF   | Clarence Acuña    |     |
|       | DEF   | Cristián Mora     |     |
|       | DEF   | Ricardo Rojas     |     |
|       | DEF   | Mauricio Aros     |     |
|       | MED   | Luis Musrri       |     |
|       | MED   | Juan Quiroga      | 76' |
|       | MED   | Esteban Valencia  |     |
|       | MED   | Edison Mafla      |     |
|       | DEL   | Flavio Maestri    |     |
|       | DEL   | Rodrigo Barrera   | 60' |
| D. T. | D. T. | Roberto Hernández |     |

|       | POR   | Daniel Morón       |     |
|       | DEF   | Pablo Ortega       |     |
|       | DEF   | Marcelo Zunino     |     |
|       | DEF   | José Calderón      |     |
|       | MED   | Danilo Arancibia   |     |
|       | MED   | Claudio Figueroa   | 90' |
|       | MED   | Sergio Vargas      |     |
|       | MED   | Carlos Guirland    |     |
|       | MED   | Felipe González    | 77' |
|       | DEL   | Carlos Reyes       | 77' |
|       | DEL   | Alejandro Carrasco |     |
| D. T. | D. T. | Oscar Malbernat    |     |

|  | DEL | Pedro González    | 60' |
|  | MED | Eduardo Arancibia | 76' |

|  | MED | Carlos Bechtholdt | 77' |
|  | DEL | Rodrigo Delgado   | 77' |
|  | MED | Francisco Oteíza  | 90' |

| 10' | Esteban Valencia | 1:0 |

| 44' | Alejandro Carrasco | 1:1 |

| Amonestado · Amonestado | Cristián Mora Mauricio Aros |

| Amonestado · Amonestado · Amonestado | Daniel Morón Sergio Vargas Felipe González |

| Principal | Guido Aros |

|       | POR   | Sergio Vargas     |     |
|       | DEF   | Clarence Acuña    |     |
|       | DEF   | Cristián Mora     |     |
|       | DEF   | Ricardo Rojas     |     |
|       | DEF   | Mauricio Aros     |     |
|       | MED   | Luis Musrri       |     |
|       | MED   | Juan Quiroga      | 76' |
|       | MED   | Esteban Valencia  |     |
|       | MED   | Edison Mafla      |     |
|       | DEL   | Flavio Maestri    |     |
|       | DEL   | Rodrigo Barrera   | 60' |
| D. T. | D. T. | Roberto Hernández |     |

|       | POR   | Daniel Morón       |     |
|       | DEF   | Pablo Ortega       |     |
|       | DEF   | Marcelo Zunino     |     |
|       | DEF   | José Calderón      |     |
|       | MED   | Danilo Arancibia   |     |
|       | MED   | Claudio Figueroa   | 90' |
|       | MED   | Sergio Vargas      |     |
|       | MED   | Carlos Guirland    |     |
|       | MED   | Felipe González    | 77' |
|       | DEL   | Carlos Reyes       | 77' |
|       | DEL   | Alejandro Carrasco |     |
| D. T. | D. T. | Oscar Malbernat    |     |

|  | DEL | Pedro González    | 60' |
|  | MED | Eduardo Arancibia | 76' |

|  | MED | Carlos Bechtholdt | 77' |
|  | DEL | Rodrigo Delgado   | 77' |
|  | MED | Francisco Oteíza  | 90' |

| 10' | Esteban Valencia | 1:0 |

| 44' | Alejandro Carrasco | 1:1 |

| Amonestado · Amonestado | Cristián Mora Mauricio Aros |

| Amonestado · Amonestado · Amonestado | Daniel Morón Sergio Vargas Felipe González |

| Principal | Guido Aros |

#### Vuelta
La segunda vuelta de la final se disputó el 1 de abril de 1998 en el Estadio Santa Laura. El partido fue suspendido a los 81' debido a la agresión al árbitro asistente Eduardo Santander y por falta de garantías.
|       | POR   | Daniel Morón       |     |
|       | DEF   | Pablo Ortega       |     |
|       | DEF   | Marcelo Zunino     |     |
|       | DEF   | José Calderón      |     |
|       | MED   | Danilo Arancibia   |     |
|       | MED   | Claudio Figueroa   |     |
|       | MED   | Sergio Vargas      |     |
|       | MED   | Felipe González    | 76' |
|       | MED   | Carlos Guirland    |     |
|       | DEL   | Carlos Reyes       | 58' |
|       | DEL   | Alejandro Carrasco |     |
| D. T. | D. T. | Oscar Malbernat    |     |

|       | POR   | Sergio Vargas      |     |
|       | DEF   | Cristián Castañeda |     |
|       | DEF   | Ricardo Rojas      |     |
|       | DEF   | Cristián Mora      |     |
|       | DEF   | Miguel Ponce       |     |
|       | MED   | Luis Musrri        |     |
|       | MED   | Clarence Acuña     |     |
|       | MED   | Esteban Valencia   |     |
|       | MED   | Edison Mafla       | 79' |
|       | DEL   | Rodrigo Barrera    |     |
|       | DEL   | Flavio Maestri     |     |
| D. T. | D. T. | Roberto Hernández  |     |

|  | MED | Rodrigo Delgado  | 58' |
|  | MED | Mauricio Cataldo | 76' |

|  | MED | Pablo Galdames | 79' |

| 4' · 7' | Esteban Valencia Edison Mafla | 0:1 0:2 |

| Amonestado · Amonestado · Amonestado · Amonestado | Danilo Arancibia Claudio Figueroa Carlos Reyes Alejandro Carrasco |

| Amonestado · Amonestado · Amonestado | Sergio Vargas Cristián Castañeda Flavio Maestri |

| Principal | Cristián Lemus |

|       | POR   | Daniel Morón       |     |
|       | DEF   | Pablo Ortega       |     |
|       | DEF   | Marcelo Zunino     |     |
|       | DEF   | José Calderón      |     |
|       | MED   | Danilo Arancibia   |     |
|       | MED   | Claudio Figueroa   |     |
|       | MED   | Sergio Vargas      |     |
|       | MED   | Felipe González    | 76' |
|       | MED   | Carlos Guirland    |     |
|       | DEL   | Carlos Reyes       | 58' |
|       | DEL   | Alejandro Carrasco |     |
| D. T. | D. T. | Oscar Malbernat    |     |

|       | POR   | Sergio Vargas      |     |
|       | DEF   | Cristián Castañeda |     |
|       | DEF   | Ricardo Rojas      |     |
|       | DEF   | Cristián Mora      |     |
|       | DEF   | Miguel Ponce       |     |
|       | MED   | Luis Musrri        |     |
|       | MED   | Clarence Acuña     |     |
|       | MED   | Esteban Valencia   |     |
|       | MED   | Edison Mafla       | 79' |
|       | DEL   | Rodrigo Barrera    |     |
|       | DEL   | Flavio Maestri     |     |
| D. T. | D. T. | Roberto Hernández  |     |

|  | MED | Rodrigo Delgado  | 58' |
|  | MED | Mauricio Cataldo | 76' |

|  | MED | Pablo Galdames | 79' |

| 4' · 7' | Esteban Valencia Edison Mafla | 0:1 0:2 |

| Amonestado · Amonestado · Amonestado · Amonestado | Danilo Arancibia Claudio Figueroa Carlos Reyes Alejandro Carrasco |

| Amonestado · Amonestado · Amonestado | Sergio Vargas Cristián Castañeda Flavio Maestri |

| Principal | Cristián Lemus |

|       | POR   | Daniel Morón       |     |
|       | DEF   | Pablo Ortega       |     |
|       | DEF   | Marcelo Zunino     |     |
|       | DEF   | José Calderón      |     |
|       | MED   | Danilo Arancibia   |     |
|       | MED   | Claudio Figueroa   |     |
|       | MED   | Sergio Vargas      |     |
|       | MED   | Felipe González    | 76' |
|       | MED   | Carlos Guirland    |     |
|       | DEL   | Carlos Reyes       | 58' |
|       | DEL   | Alejandro Carrasco |     |
| D. T. | D. T. | Oscar Malbernat    |     |

|       | POR   | Sergio Vargas      |     |
|       | DEF   | Cristián Castañeda |     |
|       | DEF   | Ricardo Rojas      |     |
|       | DEF   | Cristián Mora      |     |
|       | DEF   | Miguel Ponce       |     |
|       | MED   | Luis Musrri        |     |
|       | MED   | Clarence Acuña     |     |
|       | MED   | Esteban Valencia   |     |
|       | MED   | Edison Mafla       | 79' |
|       | DEL   | Rodrigo Barrera    |     |
|       | DEL   | Flavio Maestri     |     |
| D. T. | D. T. | Roberto Hernández  |     |

|  | MED | Rodrigo Delgado  | 58' |
|  | MED | Mauricio Cataldo | 76' |

|  | MED | Pablo Galdames | 79' |

| 4' · 7' | Esteban Valencia Edison Mafla | 0:1 0:2 |

| Amonestado · Amonestado · Amonestado · Amonestado | Danilo Arancibia Claudio Figueroa Carlos Reyes Alejandro Carrasco |

| Amonestado · Amonestado · Amonestado | Sergio Vargas Cristián Castañeda Flavio Maestri |

| Principal | Cristián Lemus |

|       | POR   | Daniel Morón       |     |
|       | DEF   | Pablo Ortega       |     |
|       | DEF   | Marcelo Zunino     |     |
|       | DEF   | José Calderón      |     |
|       | MED   | Danilo Arancibia   |     |
|       | MED   | Claudio Figueroa   |     |
|       | MED   | Sergio Vargas      |     |
|       | MED   | Felipe González    | 76' |
|       | MED   | Carlos Guirland    |     |
|       | DEL   | Carlos Reyes       | 58' |
|       | DEL   | Alejandro Carrasco |     |
| D. T. | D. T. | Oscar Malbernat    |     |

|       | POR   | Sergio Vargas      |     |
|       | DEF   | Cristián Castañeda |     |
|       | DEF   | Ricardo Rojas      |     |
|       | DEF   | Cristián Mora      |     |
|       | DEF   | Miguel Ponce       |     |
|       | MED   | Luis Musrri        |     |
|       | MED   | Clarence Acuña     |     |
|       | MED   | Esteban Valencia   |     |
|       | MED   | Edison Mafla       | 79' |
|       | DEL   | Rodrigo Barrera    |     |
|       | DEL   | Flavio Maestri     |     |
| D. T. | D. T. | Roberto Hernández  |     |

|  | MED | Rodrigo Delgado  | 58' |
|  | MED | Mauricio Cataldo | 76' |

|  | MED | Pablo Galdames | 79' |

| 4' · 7' | Esteban Valencia Edison Mafla | 0:1 0:2 |

| Amonestado · Amonestado · Amonestado · Amonestado | Danilo Arancibia Claudio Figueroa Carlos Reyes Alejandro Carrasco |

| Amonestado · Amonestado · Amonestado | Sergio Vargas Cristián Castañeda Flavio Maestri |

| Principal | Cristián Lemus |

## Campeón
| Universidad de Chile           |
| Universidad de Chile 2° Título |

## Goleadores
| Jugador            | Equipo                | Goles |
| ------------------ | --------------------- | ----- |
| Alejandro Carrasco | Audax Italiano        | 5     |
| Raúl Duarte        | Deportes Puerto Montt | 4     |
| Jaime Riveros      | Cobreloa              | 4     |
| Richart Báez       | Universidad de Chile  | 4     |
| Carlos Reyes       | Audax Italiano        | 4     |
| Eugenio Poblete    | Huachipato            | 4     |
| Luis Ceballos      | Deportes La Serena    | 4     |